# Wilhelm Grewe
Wilhelm Georg Grewe (ur. 1911, zm. 2000), był niemieckim dyplomatą i profesorem międzynarodowego prawa publicznego. Ambasador RFN w Japonii (1971-1976).
Przypisuje się mu sformułowanie Doktryny Hallsteina.
Jest autorem książki Epochen der Völkerrechtsgeschichte i edytorem monumentalnego dzieła Fontes Historiae Iuris Gentium.